# Universitatea Creștină Dimitrie Cantemir
Universitatea Creștină "Dimitrie Cantemir" este o instituție particulară de învățământ superior acreditată prin Legea 238 din 23 aprilie 2002, integrată în sistemul național de învățământ superior.
În 2011 Universitatea Creștină "Dimitrie Cantemir" a fost evaluată oficial drept „universitate centrată pe educație”, a treia și cea din urmă categorie de universități românești în privința calității educaționale.

## Critici
Ziarul Gândul a scris că Universitatea Creștină „Dimitrie Cantemir” din București a pornit 34 de masterate lipsite de o bază legală. Conform rectorului universității, Corina Dumitrescu, legea are o scăpare deoarece folosește prezentul continuu pentru evaluarea instituțională, ceea ce e o bizarerie în limba română. Rectorul a afirmat că, în opinia ei, evaluarea instituțională (cerută de lege) se poate petrece și după ce masteratele au fost predate.
Niciun masterat al acestei universități nu apare în HG 749/2009, HG 943/2009 sau/și HG 1093/2009.
În anul școlar 2010-2011, 16 masterate de la nouă facultăți ale acestei universități sunt menționate ca acreditate în Ordinul MECTS nr. 4630/2010.
„Noua lege stipulează foarte clar ce se întâmplă în aceste situații: instituția de învățământ superior care are programe de studii neacreditate intră automat în ilegalitate și în lichidare” a declarat Funeriu pentru ziarul Bună Ziua Iași, arătând că acest lucru este valabil pentru orice universitate care oferă studii neacreditate. Pe data de 10 februarie 2011 trebuie să fi încetat specializările și programele de studiu care nu sunt nici acreditate nici autorizate temporar, conform Art. 361 alin. 4 din Legea Educației Naționale. Continuarea acestor programe atrage lichidarea universității și răspunderea penală pentru cei vinovați.
În anul școlar 2011-2012, următoarele facultăți ale acestei universități au masterate acreditate sau autorizate temporar, toate doar cu frecvență (adică la zi):
1. Facultatea de Științe Juridice și Administrative din București - Drept (6 masterate)
2. Facultatea de Management Turistic și Comercial din București - Administrarea afacerilor (3 masterate)
3. Facultatea de Istorie din București - Istorie (2 masterate)
4. Facultatea de Relații Economice Internaționale din București - Economie și afaceri internaționale (2 masterate)
5. Facultatea de Finanțe, Bănci și Contabilitate din București - Finanțe (3 masterate)
6. Facultatea de Științe Politice din București - Științe politice (3 masterate)
7. lipsește din ordin
8. Facultatea de Drept din Cluj-Napoca - Drept (2 masterate)
9. Facultatea de Științe Economice din Cluj-Napoca - Administrarea afacerilor (1 masterat) - Contabilitate (1 masterat) - Finanțe (1 masterat)
10. Facultatea de Geografia Turismului din Sibiu - Geografie (2 masterate)
11. Facultatea de Management Turistic și Comercial din Timișoara - Administrarea afacerilor (2 masterate)
12. Facultatea de Management Turistic și Comercial din Constanța - Administrarea afacerilor (1 masterat)
13. Facultate de Finanțe, Bănci și Contabilitate din Brașov - Finanțe (1 masterat)

## Centre universitare
Universitatea Creștină "Dimitrie Cantemir" are centre universitare în mai multe orașe:
Brașov
Filiala brașoveană a Universității cuprinde următoarele facultăți:
- Finanțe, Bănci și Contabilitate
- Relații Economice Internaționale

București
Filiala din capitală a Universității cuprinde următoarele facultăți:
- Drept, Științe Juridice și Administrative
- Management Turistic și Comercial
- Istorie
- Finanțe, Bănci și Contabilitate
- Relații Economice Internaționale
- Științe Politice Arhivat în 2 octombrie 2011, la Wayback Machine.
- Facultatea de Limbi și Literaturi Străine
- Facultatea de marketing
- Științe ale Educației

Cluj-Napoca
Filiala clujeană a Universității cuprinde următoarele facultăți:
- Drept
- Științe Economice

Constanța
Filiala din Constanța a Universității cuprinde următoarele facultăți:
- Management Turistic și Comercial

Sibiu
Filiala sibiană a Universității cuprinde următoarele facultăți:
- Facultatea de Geografie a Turismului din Sibiu

Timișoara
Filiala timișoreană a Universității cuprinde următoarele facultăți:
- Geografie-Turism

## Profesori și studenți
- Victor Babiuc
- Aspazia Cojocaru
- Mircea Coșea
- Dan Drosu Șaguna
- Cornel Mihai Ionescu
- Dumitru Mazilu
- Florin Negoiță
- Ioan Mircea Pașcu
- Bogdan Pătrașcu
- Marius Sala
- Rodica Stănoiu
- Elena Udrea